# Madame Charpentier és gyermekei (festmény)
Pierre-Auguste Renoir Madame George Charpentier-ről (született Marguerite-Louise Lemonnier, 1848-1904) és gyermekeiről (Georgette-Berthe, 1872-1945, valamint Paule-Émile-Charles, 1875-1895), 1878-ban festette ezt a képet.
A jómódú kiadó, Georges Charpentier (többek között Gustave Flaubert, a Goncourt fivérek, Émile Zola kiadója) és felesége péntek esténként politikusokat és művészeket láttak vendégül, és ezeken a találkozókon szívesen látták Renoir-t is. A festő csinos összeget kapott ezért a munkájáért, amelyen a ház asszonyát örökítette meg gyermekei társaságában.
A bemutatja modelljeinek könnyed, kényelmes életét, de nem tesz kísérletet személyiségük ábrázolására, mint például kortársa, Degas. Ez a munkája inkább Rubens és Jean-Honoré Fragonard  portréinak felfogásához áll közelebb.
Renoir a képet akkor alkotta, amikor már elfordult az impresszionizmustól. Ezt a munkáját az 1879-es „hivatalos” Szalonra nyújtotta be, és ott nagy sikert aratott vele.
A ház asszonya elegáns estélyi ruhájában hároméves fia mellett látható. A kor szokásának megfelelően, a kisfiú haját nem vágták rövidre, és ruhája is olyan, mint nővéréé, aki a család kutyáján ül. Charpentier asszony nagyon elégedett volt az alkotással. Elérte, hogy a kép a Szalonon kiemelt helyre kerüljön, és bemutatta a festőt barátainak, akiktől Renoir további megrendeléseket kapott.
A festmény 1907-ben került Catharine Lorillard Wolfe gyűjteményéből a New York-i Metropolitan birtokába.

## Külső hivatkozások
- Madame Charpentier és gyermekei  a Metropolitan Művészeti Múzeum honlapján